# 김수량
김수량(金守良, ? ~ 1592년)은 조선 중기의 반란자로 임진왜란 당시 대표적인 순왜병이다.

## 개요
조선왕조실록, 선조실록 등에 따르면 김수량(金守良)은 국경인(鞠景仁), 국세필(世弼), 명천아전 정말수(鄭末守)의 반란에 동조하여, 임진왜란이 일어나고 왜장 가토 기요마사의 군대가 회령으로 진격하자 반란을 일으켜 피난을 와 있던 왕자 임해군(臨海君)과 순화군(鞠景仁)을 가토 기요마사에게 넘겨주었다. 또한, 왕자 일행을 호종 하던 대신 김귀영(金貴榮), 황정욱(黃廷彧)과 황혁(黃赫)부자, 남병사(南兵使), 이영(李瑛), 부사 문몽헌(文夢軒), 온성부사 이수(李銖)등, 그 가족과 함께 잡아 일본군에 넘겨 주었다.
출신에 대해서는 전하지 않는데, 조선왕조실록에 따르면 선조가 조정 관료 안동 김씨 김수량(金守良)에게 아마일필(兒馬一匹)을 내렸다는 기록이 있다. 조정 대신들은 왕자 일행과 함께 함경도로 피신해 있었다. 반란은 이유는 임해군(臨海君)의 전횡을 들고 있으나, 김수량은 이언우, 함인수, 정석수, 정말수와 함께 국경인을 왕으로 추대하려고 계획을 통하여 조선이라는 나라를 없애려는 시도까지 하게 된다. 김수량(金守良)은 정문부(鄭文孚)의 격문을 받은 함경도 회령의 유생 신세준(申世俊)과 오윤적(吳允迪)에게 붙잡혀 참수되었다.

## 같이 보기
- 순왜
- 항왜
- 국경인
- 국세필
- 이언우
- 함인수
- 정석수